# Pravo stanje stvari (1964.)
Pravo stanje stvari, hrvatski dugometražni film iz 1964. godine.